# Terry Woodberry
Terry Woodberry ist ein US-amerikanischer Theater- und Filmschauspieler.

## Leben
Woodberry stammt ursprünglich aus Connecticut. Er zog in den frühen 1980er Jahren nach Los Angeles, um an der University of Southern California zu studieren. Er erlangte seinen Bachelor of Fine Arts in den Fächern Dramatische Kunst und Film. Als Bühnendarsteller wirkte er an Stücken an Spielorten wie dem Odyssey Theatre, dem Hollywood Fringe, dem Short and Sweet Festival, im Let Live, in The Lounge und dem Stella Adler sowie bei verschiedenen Produktionen im Theatricum Botanicum im Topanga Canyon auf. 2018 trat er auch im Hudson Theatre beim INK Fest auf.
Er debütierte Ende der 1980er Jahre in einer Episode der Fernsehserie Superior Court und dem Spielfilm Hell on the Battleground als Fernseh- und Filmschauspieler. In den 1990er Jahren konnte er sich als Episodendarsteller in Fernsehserien wie Emergency Room – Die Notaufnahme, Diagnose: Mord, Beverly Hills, 90210, Murder One oder Dark Skies – Tödliche Bedrohung etablieren. Weitere Episodenrollen übernahm er in den namhaften Fernsehserien wie Malcolm mittendrin, Medium – Nichts bleibt verborgen, 24, Dexter, Grey’s Anatomy, Numbers – Die Logik des Verbrechens, Prison Break oder Navy CIS. Er wirkte außerdem in Spielfilmen, überwiegend aus dem Low-Budget-Bereich, wie Attack from the Atlantic Rim 2 – Metal vs. Monster, Alien Siege – Angriffsziel Erde, Asteroid-a-Geddon – Der Untergang naht oder Airliner Sky Battle mit.
Er ist seit dem 23. März 1986 mit Janet Woodberry verheiratet. Das Paar hat zwei Kinder. Die beiden lernten sich in der US-amerikanischen Datingshow Love Connection kennen. Seine Frau übernahm 2018 eine Nebenrolle im Spielfilm Flight 666.

## Filmografie (Auswahl)
- 1986: Superior Court (Fernsehserie, Episode 1x05)
- 1988: Hell on the Battleground
- 1990: Lifestories (Fernsehserie, Episode 1x10)
- 1994: Emergency Room – Die Notaufnahme (ER, Fernsehserie, Episode 1x09)
- 1995–1996: Diagnose: Mord (Diagnosis Murder, Fernsehserie, 2 Episoden, verschiedene Rollen)
- 1996: Beverly Hills, 90210 (Fernsehserie, Episode 6x25)
- 1996: Moloney (Fernsehserie, 2 Episoden)
- 1996: Murder One (Fernsehserie, Episode 2x05)
- 1997: Dark Skies – Tödliche Bedrohung (Dark Skies, Fernsehserie, Episode 1x11)
- 1997: L.A. Affairs (Fernsehserie, Episode 1x06)
- 1998: Alabama Dreams (Fernsehserie, Episode 1x05)
- 2000: City of Angels (Fernsehserie, Episode 2x07)
- 2001: Malcolm mittendrin (Malcolm in the Middle, Fernsehserie, Episode 3x05)
- 2002: Catching Heaven's Horse
- 2002: Strong Medicine: Zwei Ärztinnen wie Feuer und Eis (Strong Medicine, Fernsehserie, Episode 3x09)
- 2003: Practice – Die Anwälte (The Practice, Fernsehserie, Episode 7x19)
- 2004: New York Cops – NYPD Blue (NYPD Blue, Fernsehserie, Episode 12x08)
- 2005: Medium – Nichts bleibt verborgen (Medium, Fernsehserie, Episode 1x01)
- 2005: Never Rob a Bank with Someone You Love! (Kurzfilm)
- 2005: Inconceivable (Fernsehserie, Episode 1x06)
- 2006: 24 (Fernsehserie, Episode 5x06)
- 2006: Night Stalker (Fernsehserie, Episode 1x09)
- 2006: Just Legal (Fernsehserie, Episode 1x05)
- 2006: Dexter (Fernsehserie, Episode 1x05)
- 2007: Grey’s Anatomy (Fernsehserie, Episode 3x15)
- 2007: Numbers – Die Logik des Verbrechens (NUMB3RS, Fernsehserie, Episode 3x18)
- 2007: Without a Trace – Spurlos verschwunden (Without a Trace, Fernsehserie, Episode 5x17)
- 2007: Journeyman – Der Zeitspringer (Journeyman, Fernsehserie, Episode 1x01)
- 2007: The Third Nail
- 2008: Prison Break (Fernsehserie, Episode 4x06)
- 2009: Southland (Fernsehserie, Episode 1x03)
- 2009: The Forgotten – Die Wahrheit stirbt nie (The Forgotten, Fernsehserie, Episode 1x06)
- 2010: FlashForward (Fernsehserie, Episode 1x15)
- 2011: Navy CIS (NCIS, Fernsehserie, Episode 8x21)
- 2013: Schatten der Leidenschaft (The Young and the Restless, Fernsehserie, Episode 1x10091)
- 2013: Sex Sent Me to the ER (Fernsehserie, Episode 1x01)
- 2015: What Is Momo? (Kurzfilm)
- 2015: Tricks of the Trade (Kurzfilm)
- 2016: In the Cut (Fernsehserie, Episode 2x11)
- 2017: How to Get Away with Murder (Fernsehserie, Episode 4x05)
- 2018: Attack from the Atlantic Rim 2 – Metal vs. Monster (Atlantic Rim: Resurrection)
- 2018: Flug 666 (Flight 666)
- 2018: Alien Siege – Angriffsziel Erde (Alien Siege)
- 2018: Compton's Finest
- 2019: The 27 Club
- 2019: 9-1-1 (Fernsehserie, Episode 2x15)
- 2020: Asteroid-a-Geddon – Der Untergang naht (Asteroid-a-Geddon)
- 2020: Airliner Sky Battle
- 2021: Free Machine (Kurzfilm)
- 2021: Love Is on the Air
- 2021: A Criminal Affair (Fernsehfilm)
- 2021: Hub City
- 2022: Christmas on Repeat
- 2022: All I Want for Christmas
- 2022: First
- 2023: Summer with the Guys
- 2023: DC Down – Washington in Flammen (DC Down)

## Synchronisationen
- 2007: The Darkness (Videospiel)